# فائوستو بریتسی
فائوستو بریتسی (ایتالیایی: Fausto Brizzi؛ زادهٔ ۱۵ نوامبر ۱۹۶۸) یک کارگردان فیلم اهل ایتالیا است.
از فیلم‌هایی که وی در آن‌ها نقش داشته‌است، می‌توان به تا ابد جوان، فقیر ولی ثروتمند، فقیر ولی خیلی ثروتمند، زن‌ها دیوانه‌ام می‌کنند، کریسمس در هند، حالت پرواز و تیفوسی اشاره نمود.